# متهم (فیلم ۲۰۰۵)
متهم (انگلیسی: Accused) یک فیلم است که در سال ۲۰۰۵ منتشر شد. از بازیگران آن می‌توان به سوفی گرابول اشاره کرد.